# Order Zdrowia Publicznego
Order Zdrowia Publicznego (franc. Ordre de la Santé publique) – francuskie odznaczenie resortowe, nadawane w latach 1938–1963 przez ministra zdrowia publicznego i spraw społecznych, za zasługi dla higieny i zdrowia publicznego oraz ochrony dzieci. Odznaka orderu miała kształt pięcioramiennej emaliowanej na granatowo gwiazdy położonej na odwróconym krzyżu gwiaździstym, z umieszczonym centralnie medalionem z profilem twarzy osoby będącej alegorią zdrowia. W kolejności starszeństwa był noszony po Orderze Zasługi Morskiej, a przed Orderem Zasługi Handlowej.
Podzielony był na trzy klasy:
- I klasa – Komandor (Commandeur) – odznaka z pozłacanego srebra na wstędze noszonej na szyi,
- II klasa – Oficer (Officier) – odznaka z pozłacanego srebra na wstążce z rozetką, noszony na lewej stronie piersi,
- III klasa – Kawaler (Chevalier) – odznaka srebrna na wstążce, noszony na lewej stronie piersi[2].

Odznaczenie zostało zastąpione (wraz z szesnastoma innymi orderami ministerialnymi i kolonialnymi) przez Order Narodowy Zasługi